# Money in the Bank (2017)
Money in the Bank (2017) – gala wrestlingu, wyprodukowana przez federację WWE i należąca do brandu SmackDown. Odbyła się 18 czerwca 2017 w The Scottrade Center w Saint Louis w stanie Missouri. Była emitowana na żywo za pośrednictwem WWE Network oraz w systemie pay-per-view. Była to ósma gala z cyklu WWE Money in the Bank.

## Produkcja
Money in the Bank oferowało walki profesjonalnego wrestlingu z udziałem różnych wrestlerów należących do brandu SmackDown spośród istniejących oskryptowanych rywalizacji i storyline’ów. Kreowane są podczas cotygodniowych gal SmackDown Live. Wrestlerzy są przedstawieni jako heele (negatywni, źli zawodnicy i najczęściej wrogowie publiki) i face’owie (pozytywni, dobrzy i najczęściej ulubieńcy publiki), którzy rywalizują pomiędzy sobą w seriach walk mających budować napięcie. Kulminacją rywalizacji jest walka wrestlerska lub ich seria.

### Rywalizacje
Na Backlash Jinder Mahal pokonał Randy’ego Ortona, zdobywając swoje pierwsze WWE Championship z pomocą The Singh Brothers (Samira i Sunila Singha). Na następnym odcinku SmackDown Live Mahal urządził uroczystość w stylu pendżabskim, podczas gdy komisarz Shane McMahon ogłosił, że Orton chciał rewanżu o mistrzostwo na Money in the Bank. W następnym tygodniu Orton ogłosił, że zostanie czternastokrotnym mistrzem świata w swoim rodzinnym mieście na Money in the Bank, zanim przerwał mu Mahal na TitanTron. W następnym tygodniu, po tym, jak Mahal pokonał Mojo Rawleya, szydził z Ortona, który później odpowiedział, że otrzymał wsparcie telefoniczne od Rica Flaira, Harleya Race’a i jego ojca „Cowboy” Boba Ortona. Na ostatnim SmackDown Live przed Money in the Bank Mahal z The Singh Brothers wyszedł i skrytykował Ortona. Kiedy grała muzyka Ortona, The Singh Brothers weszli na rampę, aby go zatrzymać, ale Orton podkradł się zza Mahala i wykonał RKO, po czym wycofał się w tłum.
23 maja na odcinku SmackDown Live komisarz Shane McMahon przedstawił AJ Stylesa, Shinsuke Nakamurę, Dolpha Zigglera, Samiego Zayna i Barona Corbina jako uczestników tytularnego Money in the Bank ladder matchu w 2017 roku. United States Champion Kevin Owens przekonywał, że zasłużył na udział w meczu, ponieważ utrzymał tytuł w starciu ze Stylesem na Backlash. Shane zgodził się i dodał Owensa do walki. Następnie Zayn pokonał Corbina w rewanżu za Backlash, podczas gdy Styles i Nakamura połączyli siły i pokonali Owensa i Zigglera. W następnym tygodniu Owens i Corbin zaatakowali Nakamurę, który był gościem w odcinku Highlight Reel Owensa, dopóki Zayn nie przyszedł na ratunek. W Tag Team matchu Nakamura i Zayn pokonali Owensa i Corbina. W dalszej części odcinka Ziggler pokonał Stylesa, ale tydzień później przegrał rewanż. Na tym samym odcinku Corbin najpierw zaatakował Zayna na backstage’u, a później zaatakował Nakamurę, który właśnie wygrał walkę z Owensem. Mojo Rawley również miał okazję zostać dodanym do walki, gdyby mógł pokonać byłego rywala i mistrza WWE Jindera Mahala, ale nie udało mu się tego. Na ostatnim SmackDown Live przed Money in the Bank Styles, Nakamura i Zayn połączyli siły i pokonali Owensa, Zigglera i Corbina. Po walce pomiędzy wszystkimi sześcioma zawodnikami wybuchła bójka, która zakończyła się tym, że Nakamura stał wysoko na szczycie drabiny z walizką Money in the Bank.
Na Backlash, The Welcoming Committee (Natalya, Carmella i Tamina) pokonały Charlotte Flair, Becky Lynch i SmackDown Women’s Champion Naomi w sześcioosobowym Tag Team matchu. Na następnym odcinku SmackDown Live Natalya poprosiła komisarza Shane’a McMahona o walkę o mistrzostwo kobiet SmackDown, a następnie Carmella, Flair, Tamina i Lynch, z których każda również domagała się walki o tytuł. Fatal 5-way elimination match, który został zaplanowany na następny tydzień, aby zdecydować, kto zmierzy się z Naomi na Money in the Bank, zakończył się, zanim mógł się rozpoczął, gdy cała piątka zaatakowała się nawzajem przed meczem. Shane następnie zaplanował pierwszy mecz Women’s Money in the Bank ladder match pomiędzy tą piątką, w którym zwycięzca otrzymała kontrakt na walkę o mistrzostwo kobiet SmackDown. W następnym tygodniu Lana pojawiła się po raz pierwszy od czasu przeprowadzki do brandu podczas Superstar Shake-up i zażądała dodania jej do ladder matchu. Komisarz Shane McMahon odmówił jej, mówiąc, że będzie musiała zasłużyć na swoją szansę. Lana następnie zwróciła swoją uwagę na mistrzynię i powiedziała, że może ją pokonać, ale Shane ponownie jej odmówił i powtórzył to, co powiedział wcześniej. Później tej nocy Naomi, Lynch i Flair zmierzyli się z Natalyą, Carmellą i Taminą w rewanżu za Backlash. Lana wtrąciła się w mecz, powodując, że Naomi została przypięta przez Taminę. Po tym Naomi zażądała walki z Laną i zaproponowała obronę jej tytułu, a Shane ustalił walkę na Money in the Bank. W następnym tygodniu, po tym jak Naomi pokonała Taminę, Lana zaatakowała Naomi i pozowała z pasem mistrzowskim.
Na Backlash, The Usos (Jey i Jimmy Uso) zachowali SmackDown Tag Team Championship przeciwko Breezango (Fandango i Tyler Breeze) i ponownie w rewanżu w następnym odcinku SmackDown Live. 0 maja The Usos zadeklarowali, że żadna drużyna nie może ich pokonać. Potem przerwali im The New Day (Big E, Kofi Kingston i Xavier Woods), którzy po raz pierwszy pojawili się na SmackDown, odkąd zostali przeniesieni do brandu podczas Superstar Shake-up. Następnie zaplanowano walkę między tymi dwoma zespołami o tytuły na Money in the Bank. W następnym tygodniu, po tym, jak The New Day pokonał The Colons (Primo i Epico), The Usos wyszli i szydzili z nich. Następnie New Day i Breezango połączyli siły i pokonali The Usos i The Colóns na ostatnim SmackDown Live przed Money in the Bank.

## Wyniki walk
| Nr                                                                   | Wyniki | Stypulacje                                                                              | Czas  |
| -------------------------------------------------------------------- | --- | --------------------------------------------------------------------------------------- | ----- |
| 1P                                                                   | The Hype Bros (Zack Ryder i Mojo Rawley) pokonali The Colóns (Primo Colóna i Epico Colóna)                                               | Tag Team match                                                                          | 8:30  |
| 2                                                                    | Carmella (z Jamesem Ellsworthem) pokonała Charlotte Flair, Natalyę, Taminę i Becky Lynch                                                 | Money in the Bank ladder match o kontrakt na walkę o WWE SmackDown Women’s Championship | 13:20 |
| 3                                                                    | The New Day (Big E, Kofi Kingston) z (Xavierem Woodsem) pokonali The Usos (Jeya Uso i Jimmy'ego Uso) (c) poprzez wyliczenie poza ringowe | Tag Team match o WWE SmackDown Tag Team Championship                                    | 12:00 |
| 4                                                                    | Naomi (c) pokonała Lanę | Singles match o WWE SmackDown Women’s Championship                                      | 7:30  |
| 5                                                                    | Jinder Mahal (c) (z The Singh Brothers) pokonał Randy’ego Ortona                                                                         | Singles match o WWE Championship                                                        | 20:50 |
| 6                                                                    | Breezango (Fandango i Tyler Breeze) pokonali The Ascension (Konnora i Viktora)                                                           | Tag Team match                                                                          | 3:50  |
| 7                                                                    | Baron Corbin pokonał Kevina Owensa, A.J. Stylesa, Samiego Zayna, Dolpha Zigglera i Shinsuke Nakamurę                                     | Money in the Bank ladder match o kontrakt na walkę o WWE Championship                   | 29:45 |
| (c) – mistrz/mistrzyni przed walkąP – walka miała miejsce w pre-show | |                                                                                         |       |